# Francisco Peñuela
Francisco Peñuela  (Bogotá, Colombia; 21 de junio de 1970) es un árbitro de fútbol y empleado bancario colombiano, desde el año 2008 es árbitro FIFA, participó del Campeonato Sudamericano Sub-17 de 2009 como representante de su país en el arbitraje del evento.